# Horatio Hale
Horatio Emmons Hale (3 de maig de 1817 – 28 de desembre de 1896) va ser un etnòleg, filòleg i empresari estatunidenc-canadenc que va estudiar la llengua com a clau per a la classificació dels pobles antics i ser capaç de rastrejar les seves migracions. Va ser el primer a descobrir que la llengua tutelo de Virgínia pertanyia a la família siouan, i per identificar el cherokee com a membre de la família de llengües iroqueses. A més, va publicar el treball Iroquois Book of Rites (1883), basat en la interpretació dels cinturons wampum iroquesos, així com els seus estudis amb líders tribals.
Després del seu matrimoni amb una dona canadenca el 1855, Hale es va mudar a Ontario. Va continuar publicant articles en revistes científiques estatunidenques mentre vivia al Canadà la resta de la seva vida.

## Primers anys i educació
Horatio va néixer el 3 de maig de 1817, a Newport (Nova Hampshire), als Estats Units, era el fill de David Hale, un advocat, i de Sarah Josepha, qui, després de la mort del seu marit, es va fer escriptora i va esdevenir un prominent editora de revista.
Ingressà a la Universitat Harvard en 1833, Hale va mostrar una notable facultat pels idiomes. El seu primer assaig d'un treball original va aparèixer l'any següent, i va atreure l'atenció de les autoritats de la universitat. Consistia en un vocabulari algonquí, que va reunir gràcies a una banda d'indis que havien acampat als terrenys universitaris.
Tres anys més tard, quan es va organitzar l'expedició d'exploració dels Estats Units a parts poc conegudes del món dirigida per Charles Wilkes, Hale va ser recomanat, tot i que encara un estudiant, per al càrrec d'etnòleg i filòleg, i va obtenir el nomenament. De 1838 a 1842, treballar en l'expedició, visitant Amèrica del Sud, Australàsia, Polinèsia, i el nord-oest d'Amèrica, llavors conegut com a Oregon. Des d'aquest punt va tornar per terra.
Els Passage Hale de Puget Sound van ser nomenats en reconeixement del seu servei a l'expedició.
L'expedició va arribar a la Polinèsia. Dels informes d'aquesta expedició, Hale prepara el sisè volum, Ethnography and Philology (1846), del que es diu que va establir les bases de l'etnografia de la Polinèsia. Va continuar viatjant i estudiant a l'estranger.
Després d'haver obtingut el doctorat, Hale va fer una breu gira per Europa, i, al seu retorn, va estudiar dret. Va ser admès a la barra de Chicago el 1855. En 1856, els Hales es van traslladar a Clinton (Ontario), Canadà, on es va administrar l'herència del seu sogre. Va començar a involucrar-se localment en el desenvolupament immobiliari i altres negocis i activitats educatives. Va continuar residint a Clinton fins a la seva mort, dedicant gran atenció al desenvolupament del sistema escolar d'Ontario. Fou influent en la introducció de la coeducació dels sexes a les escoles secundàries i als instituts, en l'augment de les subvencions a aquestes institucions, en l'establiment del sistema escolar normal, i en la millora dels mètodes d'examen.
La proximitat de les reserves canadenques a la riba del Tàmesi i Grand River va donar Hale àmplia oportunitat per a una major investigació en qüestions amerídies. En 1883 va publicar, sota el títol The Iroquois Book of Rites, dos manuscrits amerindis, datats entre 1714 i 1735, que és l'únic treball literari amerindi existent. La seva introducció assenyada, traducció i edició acurada afegeixen molt al valor de l'obra.
En 1884, en la reunió de Montreal, va reorganitzar la secció d'antropologia com un departament independent de l'Associació Britànica per a l'Avanç de la Ciència. Ja havia fet un servei com el de l'Associació Americana. A petició de la comissió britànica, va dur a terme la supervisió dels treballs de la secció antropològica al nord-oest del Canadà i Columbia Britànica. Els informes, que són molt elaborats, van aparèixer a les publicacions Proceedings de 1885 a 1897. Continuant com a membre de la comissió, se li va preguntar si acceptava el càrrec de vicepresident en la reunió de l'associació a Toronto (1896), però es va negar per motius de salut.
Entre altres institucions científiques Hale va ser membre honorari de l'Anthropological Institute de la Gran Bretanya, a la qual va contribuir amb els seus últims treballs.
Va morir el 29 de desembre de 1896 a Clinton, Ontario.

## Família
En 1854, a Jersey City (Nova Jersey), es casà amb Margaret, filla de William Pugh, exjutge de pau per al municipi de Goderich al comtat d'Huron, Canadà Oest.

## Estudis amerindis
Hale va tornar al seu estudi de les Primeres Nacions i dels nadius americans. Va ser apadrinat pel caps iroquesos George Henry Martin Johnson i John Fraser, a qui va conèixer durant la seva visita a la reserva Six Nations of Grand River. A més, va viatjar als Estats Units per consultar amb altres informants nadius. Hale va documentar la història oral i els rituals de la Confederació iroquesa.
Va ser assistit en la interpretació dels grups de cinturons wampum, que relaten la seva història. D'aquest treball en va sortir Iroquois Book of Rites (1883). També va estudiar les llengües iroqueses, determinant que el mohawk era el més antic i que el laurentià també era una llengua iroquesa.
Hale va fer moltes contribucions valuoses a la ciència de l'etnologia, que atreu l'atenció sobretot per la seva teoria de l'origen de la diversitat de llenguatges i dialectes, una teoria suggerida pel seu estudi del llenguatge infantil, o els idiomes inventats pels nens petits. També ha posat èmfasi en la importància de les llengües com a proves de capacitat mental, la qual cosa demostra que les llengües ameríndies eren complexes i tenien una gran capacitat per a la classificació.
Va utilitzar el llenguatge com un criteri per a la classificació dels grups humans. Va ser el primer a descobrir que el tutelo de Virgínia pertanyia a la família sioux, així com el primer a identificar el cherokee com a membre de la família de llengües iroqueses.
A més d'escriure nombrosos articles a revistes, Hale llegir una sèrie d'articles de valor davant les societats científiques. Aquests són:
- Hiawatha and the Iroquois Confederacy (1881) (disponible a Projecte Gutenberg)
- Indian Migrations as Evidenced by Language (1882)
- The Origin of Languages and the Antiquity of Speaking Man (1886)
- The Development of Language (1888)
- Language as a Test of Mental Capacity: Being an Attempt to Demonstrate the True Basis of Anthropology (1891)